# توسان لوفرتور (فلم)
توسان لوفرتور (بالفرنسية: Toussaint Louverture) هو فيلم سنغالي فرنسي صدر عام 2012 من تأليف وإخراج فيليب نيانغ وبطوبة جيمي جان-لويس، أيسي مايغا، سونيا رولان. الفيلمُ سيرةٌ ذاتيّةٌ لحياة توسان لوفرتور.
عُرض الفيلم لأول مرةٍ في مهرجان لوشون (بالفرنسية: Festival de Luchon) عام 2012، وفاز بجائزة أفضل فيلمٍ أجنبيّ في حفل توزيع جوائز أكاديمية الأفلام الأفريقية الثامن.

## طاقم التمثيل
هذه قائمةٌ بالممثلين والممثلات الذي شاركوا في تصوير الفيلم:
- جيمي جان-لويس في دور توسان لوفرتور
- أيسي مايغا في دور سوزان
- آرثر جينو في دور باسكوييه
- بيير كوزينارد في دور إتيان ماينود دي بيزفرانك دي لافو
- إريك فيلارد في دور ليجر فيليسي سونثوناكس
- فيودور أتكين في دور فرانسوا أوغست دي كافاريلي دو فالغا
- رودي سيلير في دور جورج بياسو
- جيوفاني جرانغيراك في دور مويس
- يان إيبونج في دور هايسينث مويز
- تييري ديسروس في دور هنري كريستوف
- هوبير كوندي في دور جان جاك ديسالين
- فيليب كارويت في دور بايون
- سونيا رولان في دور ماري أوجيني سونثوناكس
- ستاني كوبيت في دور العميد أندريه ريغو
- فيرجيني ديسارنوتس في دور كاثرين ديلامبر
- أليكس مارتن في دور الضابط مولاتو
- مابو كوياتي في دور بلاسيد
- جوفري بلاتيل في دور تشارلز لوكلير
- كزافيبه لوميتر في دور ماركيز دي هيرمونا
- توماس لانغمان في دور نابليون
- فاليري ميريس في دور الأم كولينج
- جيسيكا جينوس في دور فيرتيوس